# Imatinib
Imatinib (merknaam: Glivec) is een specifieke inhibitor van de volgende proteïne-tyrosinekinasen: bcr/abl (oncogen dat chronische myeloïde leukemie veroorzaakt), c-kit (stamcel-factor-receptor) en pdgfR (platelet-derived-growth-factor-receptor). Het wordt gebruikt voor de behandeling van chronische myeloïde leukemie (CML), van gastro-intestinale stromale tumoren (GIST), hyper eosinofiel syndroom / chronische eosinofiele leukemie (HES / CEL), Philadelphia-chromosoom positieve acute lymfoblastaire leukemie (Ph+ ALL) en dermatofibrosarcoma protuberans (DFSP).
De stof is opgenomen in de lijst van essentiële geneesmiddelen van de WHO.

## Werking
Het eerder genoemde bcr/abl is een fusie-eiwit dat ontstaat door translocatie van chromosomen 9 en 22. Hierdoor ontstaat het Philadelphiachromosoom. Wanneer ATP bindt met bcr/abl wordt de tyrosinekinase geactiveerd, hierdoor vindt een toename van celdeling plaats en zal er verminderde apoptose en een verminderde celadhesie in het beenmerg zijn (cellen komen makkelijker vrij uit het beenmerg).
Imatinib werkt als signaalremmer; het remt de signaaloverdracht binnen kankercellen of blokkeert deze helemaal. Doordat imatinib de plaats van ATP inneemt kan er geen fosforylering plaatsvinden, waardoor het bcr/abl eiwit wordt gedeactiveerd. Recent onderzoek heeft laten zien dat het gebruik van imatinib bij CML een overlevingspercentage van 90% laat zien.
Imatinib is te verkrijgen als tabletten van 100 mg en 400 mg. Bij een hogere dosis bestaat er een reëel risico op uitgesproken bijwerkingen, zoals waterretentie, myalgieën en huideruptie.

## Terugtrekking bij indicatie pulmonale hypertensie
Op 24 januari 2013 trok de firma Novartis het merkgeneesmiddel Ruvise terug bij de behandeling van pulmonale hypertensie. Voor alle andere indicaties blijft het geneesmiddel in de handel.